# Finnische Leichtathletik-Hallenmeisterschaften 2022
Die Finnischen Leichtathletik-Hallenmeisterschaften 2022 wurden am 19. und 20. Februar in der Kuopio-halli in Kuopio im Osten des Landes ausgetragen. 

## Medaillengewinner

### Männer
| Disziplin      | Gold                                                                                             | Leistung        | Silber                                                            | Leistung        | Bronze                                                                  | Leistung       |
| -------------- | ------------------------------------------------------------------------------------------------ | --------------- | ----------------------------------------------------------------- | --------------- | ----------------------------------------------------------------------- | -------------- |
| 60 m           | Samuli Samuelsson                                                                                | 6,72 s          | Samuel Purola                                                     | 6,75 s SB       | Erno Mehtonen                                                           | 6,79 s         |
| 200 m          | Samuel Purola                                                                                    | 21,01 s PB      | Eljas Aalto                                                       | 21,35 s PB      | Oskari Lehtonen                                                         | 21,44 s        |
| 400 m          | Viljami Kaasalainen                                                                              | 47,18 s PB      | Konsta Alatupa                                                    | 47,63 s PB      | Asseri Välimäki                                                         | 47,82 s PB     |
| 800 m          | Joonas Rinne                                                                                     | 1:49,74 min PB  | Niko Viljola                                                      | 1:49,98 min PB  | Santtu Heikkinen                                                        | 1:51,53 min PB |
| 1500 m         | Joonas Rinne                                                                                     | 3:46,17 min     | Konsta Hämäläinen                                                 | 3:47,59 min PB  | Ossi Kekki                                                              | 3:48,94 min PB |
| 3000 m         | Topi Raitanen                                                                                    | 7:57,46 min     | Mika Kotiranta                                                    | 8:00,57 min PB  | Eero Saleva                                                             | 8:03,30 min PB |
| 60 m Hürden    | Santeri Kuusiniemi                                                                               | 7,74 s PB       | Ilari Manninen                                                    | 7,75 s          | Pyry Santahuhta                                                         | 8,08 s         |
| 300 m Hürden   | Tuomas Lehtonen                                                                                  | 36,37 s SB      | Jere Haapalainen                                                  | 37,64 s PB      | Pekka Sinkkonen                                                         | 37,17 s PB     |
| 5000 m Gehen   | Joni Hava                                                                                        | 19:29,98 min PB | Sajan Irincheev                                                   | 20:23,34 min PB | Jaakko Määttänen                                                        | 21:20,54 min   |
| Staffellauf    | Jyväskylän Kenttäurheilijat Konsta Alatupa Ilari Manninen Santeri Kuusiniemi Viljami Kaasalainen | 2:40,09 min     | HIFK Pekka Sinkkonen Simo Laine Anton Tallbacka Evgeny Alexandrov | 2:40,60 min     | Helsingin Kisa-Veikot Miki Laakso Julius Uutela Niko Viljola Elias Jrad | 2:42,32 min    |
| Hochsprung     | Daniel Kosonen                                                                                   | 2,12 m          | Matias Mustonen                                                   | 2,09 m          | Jesse Huttunen                                                          | 2,00 m         |
| Stabhochsprung | Urho Kujanpää                                                                                    | 5,50 m SB       | Mikko Paavola                                                     | 5,29 m          | Juho Alasaari                                                           | 5,29 m         |
| Weitsprung     | Otto Pulkkinen                                                                                   | 7,36 m          | Joona Luotonen                                                    | 7,25 m PB       | Julius Toivola                                                          | 7,17 m PB      |
| Dreisprung     | Topias Koukkula                                                                                  | 15,75 m         | Aaro Davidila                                                     | 15,70 m         | Iikka Alingué                                                           | 15,39 m        |
| Kugelstoßen    | Arttu Korkeasalo                                                                                 | 17,88 m         | Nico Oksanen                                                      | 16,98 m         | Panu Tirkkonen                                                          | 16,80 m        |
| Siebenkampf    | Juuso Toivonen                                                                                   | 5462 Punkte     | Juuso Hassi                                                       | 5393 Punkte     | Petri Ihander                                                           | 5274 Punkte    |

### Frauen
| Disziplin      | Gold                                                                                     | Leistung       | Silber                                                          | Leistung       | Bronze                                                                          | Leistung        |
| -------------- | ---------------------------------------------------------------------------------------- | -------------- | --------------------------------------------------------------- | -------------- | ------------------------------------------------------------------------------- | --------------- |
| 60 m           | Lotta Kemppinen                                                                          | 7,26 s SB      | Anniina Kortetmaa                                               | 7,40 s SB      | Johanna Kylmänen                                                                | 7,46 s          |
| 200 m          | Aino Pulkkinen                                                                           | 23,70 s PB     | Anniina Kortetmaa                                               | 23,74 s PB     | Milja Thureson                                                                  | 23,86 s PB      |
| 400 m          | Milja Thureson                                                                           | 53,20 s PB     | Viivi Lehikoinen                                                | 53,28 s PB     | Aino Pulkkinen                                                                  | 53,29 s PB      |
| 800 m          | Eveliina Määttänen                                                                       | 2:06,01 min PB | Viola Westling                                                  | 2:07,17 min SB | Erika Utriainen                                                                 | 2:08,83 min PB  |
| 1500 m         | Ilona Mononen                                                                            | 4:25,75 min PB | Kaisa Kankaanranta                                              | 4:27,87 min    | Sofie Lövdahl                                                                   | 4:33,48 min PB  |
| 3000 m         | Ilona Mononen                                                                            | 9:14,06 min    | Nathalie Blomqvist                                              | 9:14,13 min    | Laura Manninen                                                                  | 9:42,40 min PB  |
| 60 m Hürden    | Saga Vanninen                                                                            | 8,38 s PB      | Vilma Väliharju                                                 | 8,57 s         | Siiri Siirtola                                                                  | 8,58 s          |
| 300 m Hürden   | Essi Niskala                                                                             | 40,57 s PB     | Laura Loponen                                                   | 41,02 s PB     | Heidi Salminen                                                                  | 41,02 s PB      |
| 3000 m Gehen   | Anniina Kivimäki                                                                         | 13:06,13 min   | Enni Nurmi                                                      | 13:10,90 min   | Elisa Neuvonen                                                                  | 13:22,09 min PB |
| Staffellauf    | Jyväskylän Kenttäurheilijat Anniina Kortetmaa Heidi Salminen Heini Ikonen Aino Pulkkinen | 3:00,08 min    | HIFK Elmiina Siikala Liina Tervo Mila Heikkonen Teresa Perttilä | 3:05,15 min    | Espoon Tapiot Anna Pursiainen Minea Fogelholm Julia Ihantola Eveliina Määttänen | 3:05,42 min     |
| Hochsprung     | Sini Lällä                                                                               | 1,90 m PB      | Heta Tuuri                                                      | 1,88 m PB      | Ella Junnila                                                                    | 1,88 m          |
| Stabhochsprung | Saga Andersson                                                                           | 4,18 m         | Laura Ollikainen                                                | 4,18 m SB      | Silja Andersson                                                                 | 4,10 m          |
| Weitsprung     | Emma Pullola                                                                             | 6,13 m PB      | Saga Vanninen                                                   | 6,07 m         | Sini Sanaslahti                                                                 | 5,94 m          |
| Dreisprung     | Senni Salminen                                                                           | 14,16 m        | Kristiina Mäkelä                                                | 13,75 m        | Sini Sanaslahti                                                                 | 12,80 m         |
| Kugelstoßen    | Senja Mäkitörmä                                                                          | 17,05 m        | Eveliina Rouvali                                                | 17,04 m PB     | Emilia Kangas                                                                   | 15,19 m         |
| Fünfkampf      | Hertta Heikkinen                                                                         | 4092 Punkte    | Neea Käyhkö                                                     | 3961 Punkte    | Jessica Rautelin                                                                | 3935 Punkte     |